# アドルフォ・ヴィルト
アドルフォ・ヴィルト（Adolfo Wildt、1868年3月1日 - 1931年5月12日）は、スイスに出自を持つイタリアの彫刻家である。ヴィルトの彫刻のスタイルはアール・ヌーヴォーや象徴主義に近いとされる。

## 略歴
ミラノで生まれた。スイスに出自を持ち、数世代にわたり、ロンバルディアに住む家系の出身であるが、父親はミラノ市役所のポーターで、貧しい6人兄弟の長男だった。9歳で学校を止め、床屋の助手や、金細工師の見習いとして自活した。11歳の時彫刻家ジュゼッペ・グランディ（1843-1894）の工房で見習いを始め、石彫を学んだ。8歳になるまでには技術が認められ、ロンバルディアの有名な彫刻家たちと仕事をするようになり、エンリコ・ブッティ（Enrico Butti: 1847–1932)やアキーレ・アルベルティ（Achille Alberti: 1860–1943) 、エミーロ・クアドレッリ（Emilio Quadrelli: 1863– 1925）といった彫刻家たちと知り合った。ミラノの工芸学校 (Scuola Superiore d'Arte Applicata)で学んだ後、ブレラ美術アカデミーでも学んだ。
1892年に石彫の作品を発表し、1894からはドイツの美術収集家フランツ・ローゼと18年間の契約を結び、新しい作品を制作した時、複製を納入して、報酬を受けとることができ、ミラノやミュンヘン、チューリッヒ、ベルリン、ドレスデンなどの展覧会に作品を出展することができた。
1912年にローズが亡くなり、より自由な活動ができるようになった。1913年に、ミュンヘン分離派の展覧会に出展した作品でウンベルト王子賞を受賞し作品はミラノ市に買い上げられた。1919年にミラノの美術館で個展が開かれた。1921年から3度連続でヴェネツィア・ビエンナーレに参加した。1925年のパリ万国博覧会の展覧会で彫刻部門の賞を受賞した。1929年にファシスト党のメンバーになりムッソリーニ政権のもとで設立されたイタリア王立アカデミーの会員に選ばれた。

## 作品

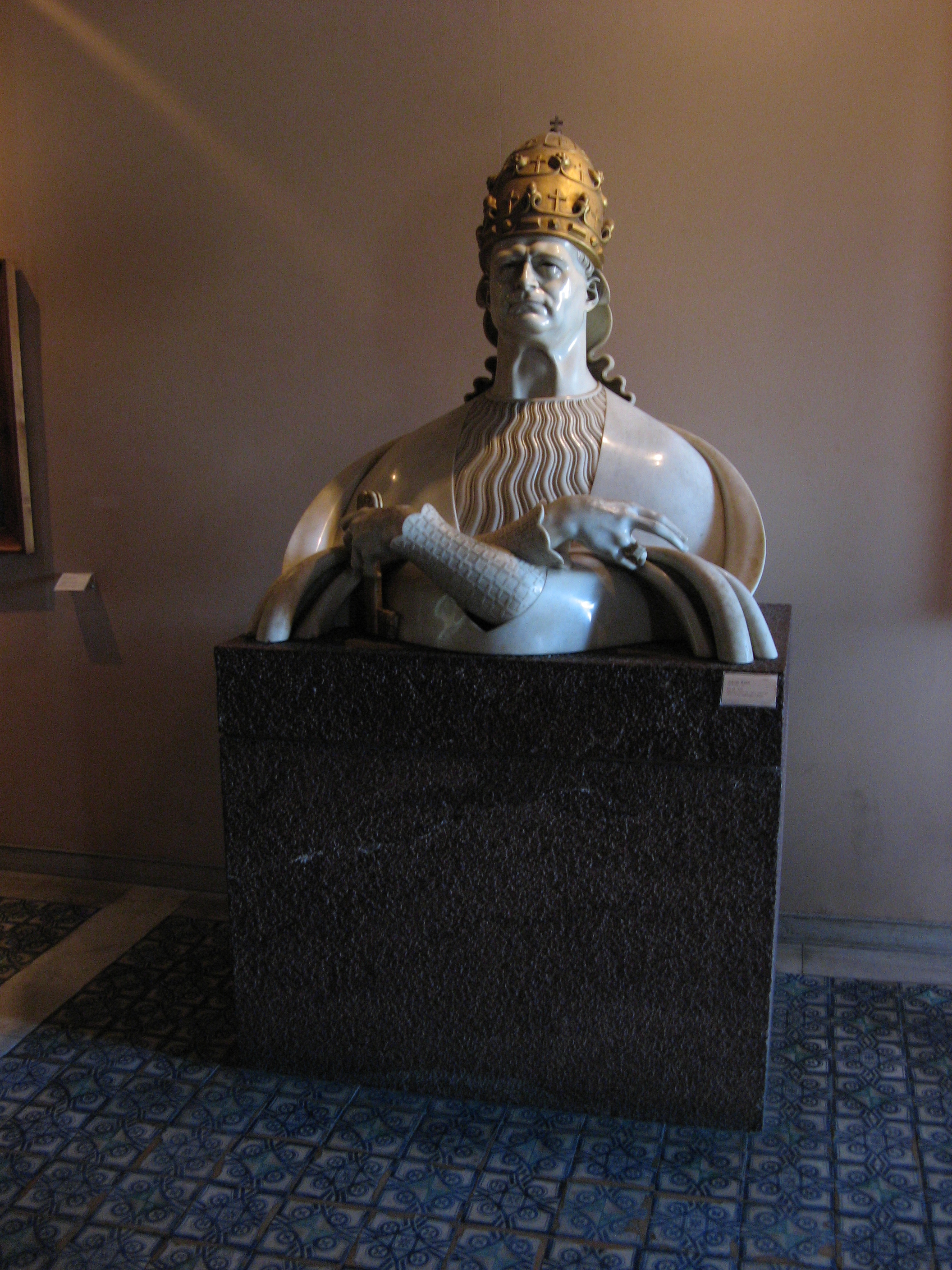
ピウス11世 (1926) ヴァチカン美術館
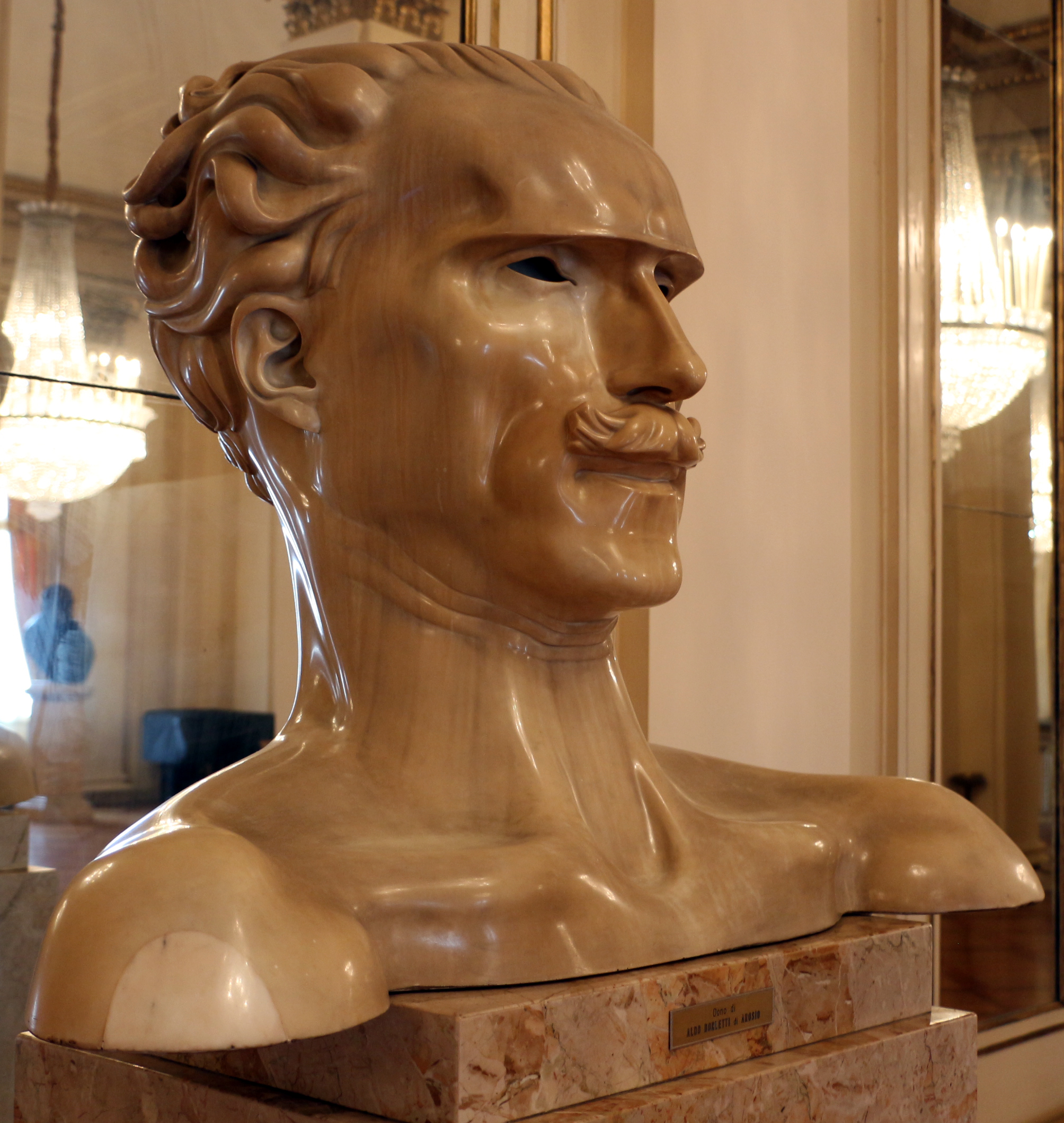
アルトゥーロ・トスカニーニ（指揮者） スカラ座博物館
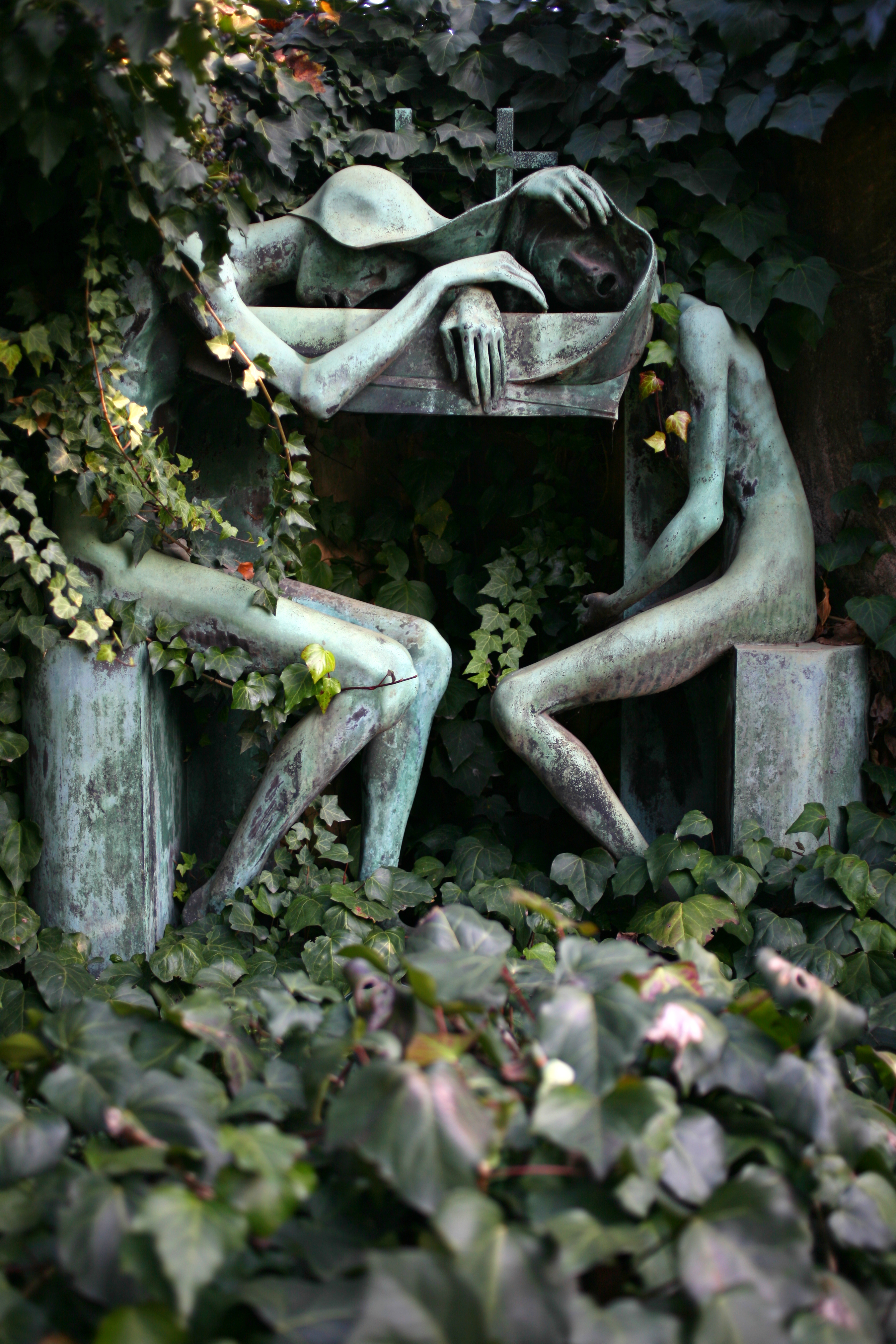
ビストレッティ記念碑「眠りの家」（1927）
誇り高い性格と優しい心 (1912) ベネツィア現代美術館